# Cratera de Boltysh
A cratera de Boltysh é uma cratera resultante de um impacto de asteroide com a Terra há cerca de 65,17 milhões de anos. A cratera está localizada na Ucrânia e possui cerca de 24 km de diâmetro.
A idade da cratera de Boltysh coincide com a idade da cratera de Chicxulub, no México, e com várias outras crateras menores espalhadas pelo mundo. Como possível companheiro do asteroide que caiu no México, o asteroide que caiu na Ucrânia também pode ter relação com a extinção K-T.